# 瞳ゆゆ
瞳 ゆゆ（ひとみ ゆゆ、7月31日 - ）は、日本のフリーアナウンサー。元宝塚歌劇団花組の娘役。
福岡県行橋市、明治学園中学校出身。身長162cm。愛称は「ゆゆ」。
所属事務所はジョイスタッフ。

## 来歴
2002年、宝塚音楽学校入学。
2004年、宝塚歌劇団に90期生として入団。入団時の成績は49番。雪組公演「スサノオ／タカラヅカ・グローリー!」で初舞台。その後、花組に配属。
2012年3月18日、「復活／カノン」東京公演千秋楽をもって、宝塚歌劇団を退団。
退団後はジョイスタッフ所属となり、フリーアナウンサーとして活動している。

## 宝塚歌劇団時代の主な舞台

### 初舞台
- 2004年4 - 7月、雪組『スサノオ』『タカラヅカ・グローリー!』

### 花組時代
- 2005年3月、『マラケシュ・紅の墓標』新人公演：セシル（本役：華桐わかな）『エンター・ザ・レビュー』
- 2005年11月、『落陽のパレルモ』新人公演：幼年時代のヴィットリオ（本役：野々すみ花）『ASIAN WINDS!』
- 2006年6月、『ファントム』団員女、新人公演：オペラ座のダンサー（本役：愛純もえり）
- 2006年11月、『うたかたの恋』ヨハンナ／ジャネッテ／カローラ『エンター・ザ・レビュー』（全国ツアー）
- 2007年2月、『明智小五郎の事件簿-黒蜥蜴（トカゲ）』新人公演：少年探偵団浮浪児（不破）『TUXEDO JAZZ（タキシード ジャズ）』
- 2007年6月、『舞姫-MAIHIME-』（バウホール）アーニャ／幼い豊太郎
- 2007年9月、『アデュー・マルセイユ』新人公演：ニコル（本役：華耀きらり）『ラブ・シンフォニー』
- 2008年3月、『舞姫-MAIHIME-』（日本青年館）アーニャ／幼い豊太郎
- 2008年10月、『銀ちゃんの恋』（ドラマシティ・日本青年館）島子
- 2009年1月、『太王四神記』モンニョン、新人公演：タルビ（本役：野々すみ花）
- 2009年5月、『哀しみのコルドバ』ディアス／マルタ『Red Hot Sea II』（全国ツアー）
- 2009年9月、『外伝 ベルサイユのばら-アンドレ編-』侍女、新人公演：ジョアンナ（本役：初姫さあや）『EXCITER!!』
- 2010年3月、『虞美人』新人公演：金蘭（本役：天宮菜生）
- 2010年7月、『麗しのサブリナ』マリー、新人公演：エミリー（本役：天宮菜生）『EXCITER!!』
- 2011年6月、『ファントム』ジャム
- 2011年10月、『小さな花がひらいた』おさよ『ル・ポァゾン 愛の媚薬II』（全国ツアー）
- 2012年1月、『復活-恋が終わり、愛が残った-』『カノン』 退団公演[3]

## 宝塚歌劇団退団後の主な活動

### テレビ番組
- 草野仁のスタジオGate J. - ホスト（グリーンチャンネル、2011年3月 - 2018年12月）
- デイリーニューステレメディア - 水曜キャスター（ジェイコム八王子、2013年8月 - 2014年3月）
- デイリーニュース - キャスター（JCN埼玉、2013年 - ）
- 東京シティ競馬中継 - キャスター・リポーター（TOKYO MX、2014年3月30日 - ）
- マーケット・アナライズplus+（BS12、2015年10月 - ）- コメンテーター
- カナフルTV（2016年4月 -、tvk）- リポーター
- 川口オートレース中継（2023年5月 - 、ベターライフチャンネル・セレクトショッピング）- アシスタント[注釈 1]